# Пратападітья
Пратападітья (*гінді प्रतापदित्य, д/н — 711) — самраат Кашмірської держави в 661—711 роках.

## Життєпис
Походив з династії Каркота. Син Дурлабхавардхани. При народженні отримав ім'я Дурлабхака. 661 року спадкував владу. Змінив ім'я на Пратападітья на честь свого прадіда за материнською лінією. Тому низка істориків часто називає його Пратападітьєю II.
Продовжив війну за підкорення Кашміру з Юдхіштхірою, якого 670 року успішно здолав, захопивши ворожу столицю Праварапуру. Після цього більш дрібні ефталітські князівства регіону визнали його зверхність.
Кальхана зазначає, що він мав вражаючу військову звитягу під час війни з тибетським ценпо Манронманцаном за Гілгіт і Балтистан (тут панувала династія Палолашахів). Припускають, що діяв в союзі з імперією Тан, внаслідок чого останній отримав зверхність на державою Молодших Патолашахів (Гілгіт), а Кашміру — Великих Патолашахів (Балтистан).
Його правління ознаменувало посилення торгових відносин із сусідніми державами та розвиток класичного стилю скульптури Каркота. Кілька аграхар (земельних володінь для утримання брахманів і храмів) було засновано Ханумантом, сином його міністра Уди.

## Родина
Дружина — Нарендрапрабха
Діти:
- Чандрапіда (д/н—719)
- Тарапіда (д/н—723)
- Лалітадітья Муктапіда (д/н—760)